# 校園外星人
《校園外星人》是富澤人志的日本漫畫作品，台灣由東立出版社代理，未代理完結篇。

## 故事簡介
描述距離現今不遠的近未來世界，世界到處都可以看到異形，人們一點也不覺得稀奇，在小學裡面只要升到了六年級就有可能成為「異形應變小組」的成員。
而這屆被選為「異形應變小組」的是大谷由莉、川村久美以及遠峰霞這三個女生。而「異形應變小組」成員，各自以共生型異形－寶咕為搭檔，將入侵學校的各種異形加以擊退與捕捉。本來以為就只是這樣而已...
其背後其實隱藏了非常巨大的陰謀。

## 登場人物
大谷由莉（大谷ゆり 聲：井端珠里）
6年椿組的異形應變小組成員。13歲、6月8日生的AB型。跟一般女生一樣非常討厭異形。在班上因為大家都投票給她所以而成為了應變小組成員。非常的膽小又非常的害怕異形，而且還是個愛哭鬼。沒有特別的專長跟興趣、在應變小組之中是表現最差勁的人。
川村久美（川村くみ 聲：清水香里）
6年藤組的異形應變小組成員。12歲、9月11日生的AB型。1到5年級都是班上的班長，因為討厭被他人依靠以及身為班長的責任，所以在6年級的時候主動加入異形應變小組。是個知識豐富、成績優秀的模範生，遇到異形的時候可以冷靜沉著的處理。4歳的時候父親就去世了，家裡就只有她跟媽媽相依為命。
第二學期剛開始不久，跟往常一樣巡視校園，結果在圖書館遭到第八世代的寶咕襲擊。隨後被第八世代寶咕所放出的萊納克斯給啃食，死因為腹部被啃食三分之一而死。之後與自己的寶咕共生而再次復活，但是因為過度共生而有想要獨占由莉的慾望。
遠峰霞（遠峰かすみ 聲：下屋則子）
6年桃組的異形應變小組成員。12歲、7月1日生的AB型。是個有錢人家的大小姐，同時也是個天才兒童。個性非常的開朗又天真，因為「很喜歡」這個理由而加入異形應變小組。能夠非常優雅的使用寶咕，在異形應變小組之中也跟天才一樣的優秀。家是4人家族。哥哥目前在海外留學。
在第二學期的Yellow Knife事件中，與Yellow Knife共生。能跟Yellow Knife一樣使用「妨礙腦波」這個能力。非常喜歡久美，也因為這樣而導致西元2015年5月的「Yellow Knife之日」發生。
駒井萌菜美（駒井 萌菜美）
私立日出學園的學生，三年級生。是異形對策組的成員，同時也是由莉等人的學姊。有著一頭非常長的烏黑頭髮，頭髮會一直像觸手一樣動來動去的。（登場於エイリアン9 -エミュレイターズ-）
西元2015年5月發生的「Yellow Knife之日」，最後由駒井萌菜美解決。
在最後的特別篇後日談中，自己開了一家公司「駒井異形對策公司」，並拉攏由莉加入自己的公司，這使得由莉的命運必須一直與異形相處。
久川惠（久川めぐみ 聲：久川綾）
第9小學的異形應變小組老師。
丘田知紗（聲：佐久間レイ）
第9小學的校長。
珠木美佑（聲：中山真奈美）
是大谷由莉在異形應變小組之外唯一的朋友。
寶咕（ボウグ 聲：中尾隆聖）
共生型異形。給異形應變小組成員戴在頭上使用。以此為代價必須將宿主身上的髒污垢給寶咕舔乾淨，當宿主遇到危險的時候會全力保護宿主。智能相當的高所以會說話。

## 出版書籍

### 單行本
| 卷數 | 秋田書店   | 秋田書店               | 東立出版      | 東立出版               |
| 卷數 | 發售日期   | ISBN                   | 發售日期      | ISBN                   |
| ---- | ---------- | ---------------------- | ------------- | ---------------------- |
| 1    | 1999年2月  | ISBN 978-4-253-14607-4 | 2000年9月15日 | ISBN 978-957-34-9990-8 |
| 2    | 1999年6月  | ISBN 978-4-253-14608-2 | 2001年2月20日 | ISBN 978-957-34-9991-6 |
| 3    | 1999年11月 | ISBN 978-4-253-14609-0 | 2001年5月10日 | ISBN 978-957-73-1882-7 |

- エイリアン9 コンプリート ISBN 978-4-253-23102-0
  - 將3卷合為一冊、新增後記、番外故事、追加新插畫。

### エイリアン9 -エミュレイターズ-
- 全1卷 2003年5月、ISBN 978-4-253-23101-5

於「Champion RED」上連載，為「エイリアン9」的續篇。中学生になっ異形應變小組的三人再度處理外星人的相關事件及畫出涉及周遭發生事故的情況。也是「エイリアン9」系列真正的完結篇。除了本篇之外、還收錄特別篇與作者隨筆塗鴉及後記。

### エイリアン9 スペシャル
於『Champion RED』2003年7月号刊載，為『エイリアン9 -エミュレイターズ-』的後日談。全彩印刷的短篇作品，單行本未收錄。

### エイリアン9ネクスト
以同人誌形式出刊，目前出到第三卷，故事接續『エイリアン9 -エミュレイターズ-』、『エイリアン9 スペシャル』，描述三位女主角已經23歲的故事。

## 動畫
2001年2002年以OVA的方式發售，全4話。台灣由普威爾代理。

#### 製作團隊
- 導演 - 藤本次朗（Vol.1）、入江泰浩（Vol.2 - Vol.4）
- 系列構成 - 村井貞之
- 人物設計 - 入江泰浩
- 生物設計 - 岩倉和憲
- 美術監督 - 東潤一
- 色彩設定 - 店橋真弓
- 攝影監督 - 高瀨勝
- 編輯 - 西山茂
- 音響監督 - 岩浪美和
- 音樂 - 蓜島邦明
- 製作人 - 大沢信博、松倉友二
- 動畫製作 - GENCO、J.C.STAFF
- 製作 - Alien 9製作委員會（萬代影視、MediaNet、日本古倫美亞、AT-X、GENCO）

#### 主題曲
片頭曲
「Flower Psychedelic 〜type YURI〜」（第1話）
作詞・作曲・編曲 - en avant / 歌 - 大谷ゆり（井端珠里）
「Flower Psychedelic 〜type KUMI〜」（第2話）
作詞・作曲・編曲 - en avant / 歌 - 川村くみ（清水香里）
「Flower Psychedelic 〜type KASUMI〜」（第3話）
作詞・作曲・編曲 - en avant / 歌 - 遠峰かすみ（下屋則子）
片尾曲
「rebirth」
作詞・作曲・編曲 - en avant / 歌 - en avant
聲音 - 大谷ゆり（井端珠里、第1話）、川村くみ（清水香里、第2話）、遠峰かすみ（下屋則子、第3話）

#### 各話列表
| 話數 | 日文標題 | 中文標題              | 腳本     | 分鏡              | 演出     | 作畫監督                   |
| ---- | -------- | --------------------- | -------- | ----------------- | -------- | -------------------------- |
| 1    |          | 第九小學 異形應變小組 | 村井貞之 | 藤本次朗 入江泰浩 | 藤本次朗 | 入江泰浩 岩倉和憲          |
| 2    |          | 無聊 太空船 過度成長  | 水上清資 | 錦織博            | 櫻美勝志 | 入江泰浩 岩倉和憲          |
| 3    |          | 暑假 寶咕 危機        | 村井貞之 | 櫻美勝志          | 櫻美勝志 | 加藤泰久 入江泰浩 岩倉和憲 |
| 4    |          | 開始的結束            | 水上清資 | 入江泰浩          | 入江泰浩 | 入江泰浩 岩倉和憲          |

#### 相關商品（CD）
- エイリアン9 椿組ゆり盤 2001年6月21日發售 CODC-1973
- エイリアン9 藤組くみ盤 2001年6月21日發售 CODC-1974
- エイリアン9 桃組かすみ盤 2001年6月21日發售 CODC-1975
- エイリアン9 オリジナル・サウンドトラック きゅう 2001年11月21日發售 COCX-31694
- エイリアン9 スペシャルCDエキストラ 第9小学校学芸会 2002年1月19日發售 COCX-31768

## 外部連結
- エイリアン9 (J.C.STAFF) （页面存档备份，存于）（日語）